# Chikkasankandi, Koppal
Chikkasankandi là một làng thuộc tehsil Koppal, huyện Koppal, bang Karnataka, Ấn Độ.